# Erica mackaiana
Erica mackaiana là một loài thực vật có hoa trong họ Thạch nam. Loài này được Bab. mô tả khoa học đầu tiên năm 1836.